# Luisia confusa
Luisia confusa är en orkidéart som beskrevs av Heinrich Gustav Reichenbach. Luisia confusa ingår i släktet Luisia och familjen orkidéer. Inga underarter finns listade i Catalogue of Life.